# 马卡雷纳圣殿
马卡雷纳望德圣母圣殿（西班牙語：Basílica de Santa María de la Esperanza Macarena），简称马卡雷纳圣殿（Bbasílica de La Macarena），是一座罗马天主教宗座圣殿，位于西班牙塞维利亚马卡雷纳区Bécquer街1号。 
该堂的圣周兄弟会在耶稣受难节清晨游行中，举马卡雷纳圣母像和耶稣审判像。

## 历史
该堂于1941年4月13日由塞维利亚总主教佩德罗·塞古拉奠基，1949年完成，1966年10月7日由何塞·玛丽亚·布埃诺·蒙雷阿尔枢机祝圣。同年11月12日由教宗保禄六世封为宗座圣殿。

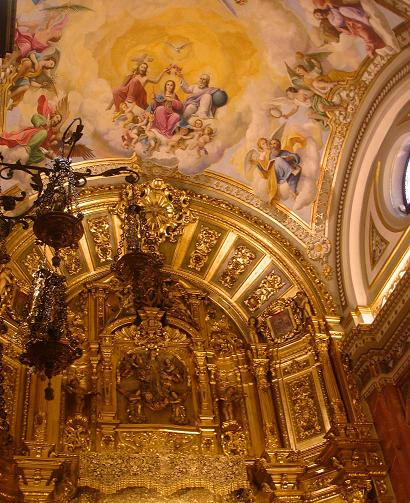
大殿的天花板